# معتمدية قبلي الجنوبية
معتمدية قبلي الجنوبية إحدى معتمديات الجمهورية التونسية، تابعة لولاية قبلي. وقد أحدثت عام 1991 بعد أن كانت تشكل مع معتمدية قبلي الشمالية معتمدية واحدة.

## أعلام
- محمد ضيف الله

### مواضيع ذات علاقة
- ولاية قبلي.